# Christian Gotthilf Schuncke
Christian Gotthilf Schuncke, född 10 oktober 1797 i Schkortleben, Tyskland, död 27 mars 1874 i Falu Kristine församling, var en svensk valthornist vid Kungliga Hovkapellet i Stockholm. 

## Biografi
Christian Gotthilf Schuncke föddes 10 oktober 1797. Han anställdes 1 oktober 1828 som valthornist vid Kungliga Hovkapellet i Stockholm och slutade 1 juli 1836. Schuncke gifte sig 1828 med Helène Chassant (död 1846).